# ベルリン＝ゲズントブルンネン駅
ベルリン＝ゲズントブルンネン駅(ドイツ語: Bahnhof Berlin Gesundbrunnen)はドイツ・ベルリンにある鉄道駅である。駅名はミッテ区の地区名に因んでいる。ベルリンSバーンの環状線 (Ringbahn) と南北地下線 (Nord-Süd-Tunnel) が相互接続する地点で、ドイツ鉄道の長距離列車やローカル列車が停車する。またベルリン地下鉄のU8が乗り入れる。
ゲズントブルンネン駅は1872年1月1日に環状線の旅客駅として開業している。ノイブランデンブルクへ向かう北部線 (Nordbahn) の分岐点は1877年7月10日に完成した。1897年5月1日からゲズントブルンネン駅でベルリン-シュチェチン線が新しい線で接続しているが、環状線と合流するためにもともとの線路は南側へ移設された。1924年8月8日にゲズントブルネン駅はベルリンSバーン網の最初の駅のうちの一つとなった。
第二次世界大戦後、ベルリンからの長距離列車の運行は大きな影響を受けた。Sバーンの路線網も1961年のベルリンの壁構築後影響を受け、東西に2分割されてしまった。ドイツ再統一後、ゲズントブルネン駅はベルリンの北側の長距離列車の駅として線路やプラットホームの広範囲な近代化工事が行われた。